# Vellau
Vellau (italienisch Velloi) ist eine Fraktion der Gemeinde Algund im Burggrafenamt in Südtirol mit rund 130 Einwohnern.

## Geographie

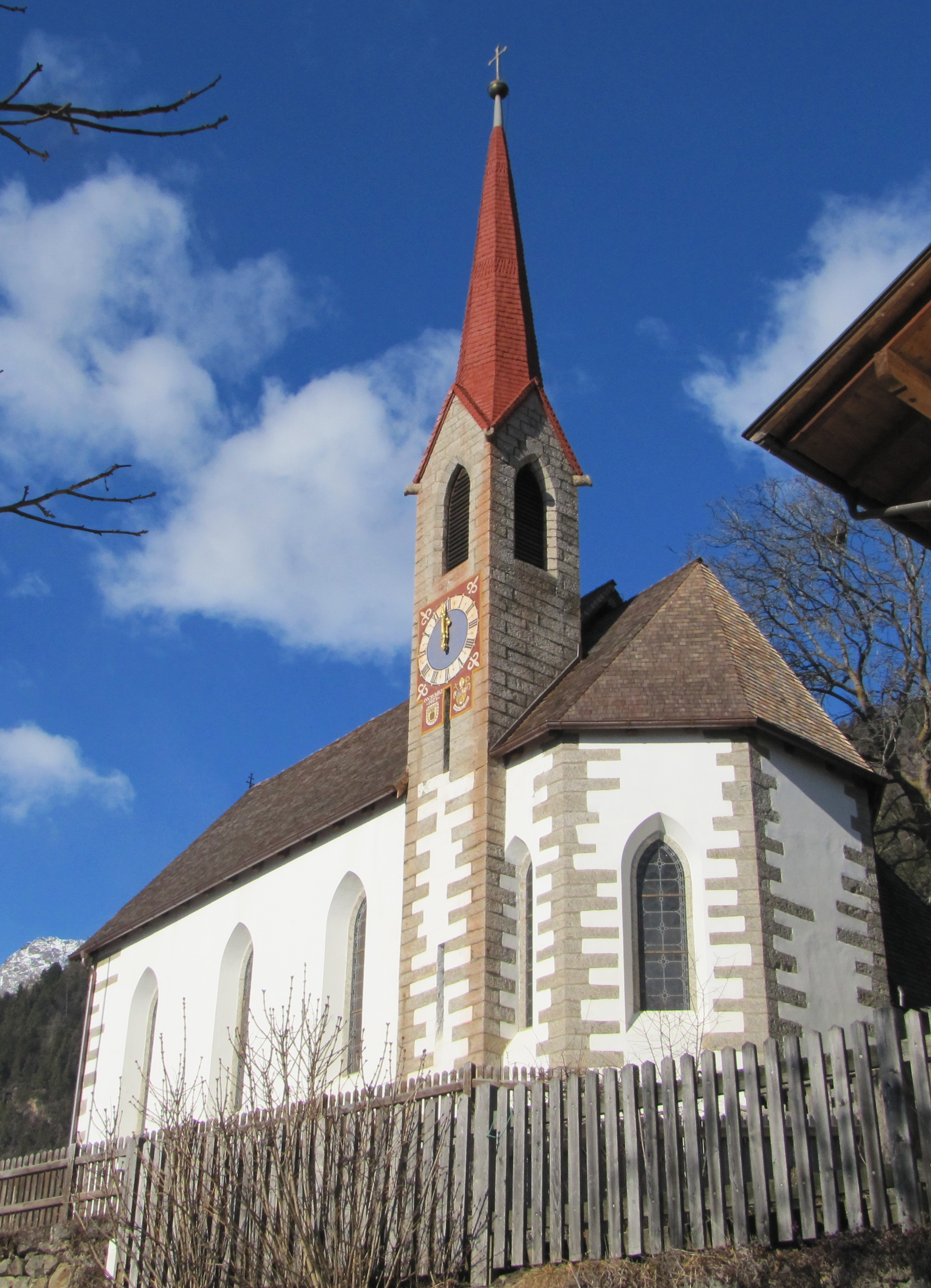
Dreifaltigkeitskirche

Das Dorf liegt hoch über dem Ortszentrum von Algund am südlichen Abhang der Texelgruppe auf etwa 950 m Höhe. Von hier aus hat man einen Ausblick auf Algund, Meran und das Etschtal sowie weit hinauf in den Vinschgau. Überragt wird die Ortschaft von der Mutspitze und der Spronser Rötelspitze.
Rund um Vellau liegen zahlreiche Wanderwege, die unter anderem nach Dorf Tirol, zu den Muthöfen, nach Partschins und Sprons führen. Beliebte Wege sind zum Beispiel der Saxnerweg oder der Hans-Frieden-Weg und der Vellauer Felsenweg.

## Geschichte
Der Name Vellau wurde erstmals 1230 als Hofgut Valav [Valau] erwähnt. 1347 erscheint der Name als Velaw in den Meraner Notariats-Imbreviaturen. Laut Schneller lehnt sich Vellau an das Lateinische vallatum (Grenzwall/-graben), was auf die antike Zollgrenze bei Töll hinweist. Um 1290 erscheint eine Gemeinschaft von drei Höfen unter dem Namen Clamisse.
Schon sehr früh wurde der Ort auch touristisch erschlossen: In den 1960er und 1970er Jahren wurde der Sessellift von Plars nach Vellau errichtet sowie der Korblift von Vellau zur Leiteralm.
Das kleine Dorfzentrum ist geprägt von der Dreifaltigkeitskirche (auch St. Josef oder Heiligkreuz). Eine erste Kirche wurde 1724 im barocken Stil erbaut. Als diese zu klein für die wachsende Bevölkerung von Vellau wurde, wurde 1894 eine neue größere gotisierende Kirche errichtet. Der Bau steht seit 1979 unter Denkmalschutz.